# Магадан
Магадан (на руски: Магада́н) e град в Русия, административен център на Магаданска област. Градът има население от 92 081 жители към 2016 г. Магадан е разположен на бреговете на Залива Нагаев и на Залива Гертнер на Охотско море.

## История
Първото селище на мястото на съвременния град е основано през 1929 година, което става град през 1939, а от 1954 е областен център на Магаданска област.
По времето на Сталин Магадан е главен транзитен център за разпределение на репресираните, изпращани в трудовите лагери на ГУЛАГ, за осъществяването на операция „Далстрой“, която използва принудителния труд на милиони репресирани в системата от лагери Севвостлаг на безмилостен труд в златните находища по поречието на Колима. С труда на лагеристите се добиват и други стратегически суровини, като уранова руда, калай, волфрам, кобалт и мн. други. 
Магадан е икономически, научен и културен център на региона. В града има предприятия за преработка на риба, машиностроителни и металопреработващи заводи. Магадан е важно пристанище за страната и функционира от май до декември. В града има международно летище. Магадан е много изолиран, няма добре изградена пътна и железопътна инфраструктура. По суша градът е свързан с останалата част на Руската федерация единствено чрез Колимската магистрала (поради огромното количество жертви е наричана още "Пътят върху кости") чрез най-близкия град Якутск, който се намира на 2000 км от Магадан. Пътят е асфалтиран отчасти, поради което най-добре се използва през зимата, когато е замръзнал. По море е свързан чрез търговското си пристанище в Залива Нагаев.
В Магадан се намират Североизточният комплексен научноизследователски институт, подразделение на Руската академия на науките, Институт за изследвания на биологическите проблеми на Севера, Северният международен университет, 11 библиотеки и няколко музея. След разпадането на СССР в града е построена величествена православна църква и мемориал в памет на загиналите по време на сталинските репресии в трудовите лагери на Колима – Маската на скръбта.

## Население
Броят на населението на Магадан намалява драстично в последните години. Това се дължи на намаляването на добивите на златодобивната промишленост, неполучаването на „северните“ надбавки към заплатите и съкращенията в армейските подразделения на Магадан.
| 1939    | 1959    | 1962    | 1967    | 1973    | 1976    | 1979    | 1982    |
| ------- | ------- | ------- | ------- | ------- | ------- | ------- | ------- |
| 27 300  | 62 225  | 68 000  | 82 000  | 101 000 | 113 000 | 121 250 | 131 000 |
| 1986    | 1989    | 1992    | 1996    | 1999    | 2001    | 2003    | 2005    |
| 145 000 | 151 652 | 152 000 | 124 200 | 121 800 | 120 600 | 99 400  | 99 800  |
| 2007    | 2009    | 2010    | 2012    | 2013    | 2014    | 2015    | 2016    |
| 100 200 | 98 961  | 95 982  | 95 463  | 95 048  | 94 344  | 92 974  | 92 081  |

## Климат
Клиатът на Магадан е субарктичен с морско влияние. Средната годишна температура е -2,7 °C, средната влажност на въздуха е 73%, а средната скорост на вятъра е 3,6 m/s.
| Климатични данни за Магадан           | Климатични данни за Магадан | Климатични данни за Магадан | Климатични данни за Магадан | Климатични данни за Магадан | Климатични данни за Магадан | Климатични данни за Магадан | Климатични данни за Магадан | Климатични данни за Магадан | Климатични данни за Магадан | Климатични данни за Магадан | Климатични данни за Магадан | Климатични данни за Магадан | Климатични данни за Магадан |
| Месеци                                | яну.                        | фев.                        | март                        | апр.                        | май                         | юни                         | юли                         | авг.                        | сеп.                        | окт.                        | ное.                        | дек.                        | Годишно                     |
| Абсолютни максимални температури (°C) | 2,4                         | 3,2                         | 5,5                         | 9,7                         | 22,3                        | 24,5                        | 27,2                        | 25,5                        | 20,2                        | 13,8                        | 6,6                         | 3,6                         | 26,0                        |
| Средни максимални температури (°C)    | −14,2                       | −12,5                       | −8                          | −1,6                        | 4,9                         | 11,3                        | 14,8                        | 15,0                        | 10,4                        | 1,7                         | −7,3                        | −12,8                       | 0,1                         |
| Средни температури (°C)               | −16,4                       | −15,4                       | −11,4                       | −4,6                        | 1,8                         | 7,8                         | 11,8                        | 12,0                        | 7,5                         | −0,9                        | −9,8                        | −14,9                       | −2,7                        |
| Средни минимални температури (°C)     | −18,5                       | −17,8                       | −14,4                       | −7,5                        | −0,5                        | 5,2                         | 9,6                         | 9,7                         | 5,1                         | −3,1                        | −12                         | −17                         | −5,1                        |
| Абсолютни минимални температури (°C)  | −34,6                       | −33,3                       | −30,8                       | −23,5                       | −10,8                       | −3                          | 2,0                         | −1                          | −6,3                        | −21,6                       | −26,9                       | −30,7                       | −34,6                       |
| Средни месечни валежи (mm)            | 14                          | 13                          | 17                          | 33                          | 37                          | 47                          | 64                          | 93                          | 77                          | 80                          | 60                          | 26                          | 561                         |
| ------------------------------------- | --------------------------- | --------------------------- | --------------------------- | --------------------------- | --------------------------- | --------------------------- | --------------------------- | --------------------------- | --------------------------- | --------------------------- | --------------------------- | --------------------------- | --------------------------- |
| Източник: Погода и Климат             |                             |                             |                             |                             |                             |                             |                             |                             |                             |                             |                             |                             |                             |

## Икономика
Основните отрасли в Магадан са машиностроене, корабостроене и риболов. Произвежда се оборудване за добив на злато. Развита е и хранително-вкусовата промишленост. Градът разполага с ТЕЦ.

### Транспорт
Магадан е важно пристанище, което е достъпно от май до декември. През зимата лоцията на кораби се осъществява с помощта на ледоразбивач. Има малко международно летище. С изключение на Колимската магистрала, на която Магадан е крайна спирка, пътната инфраструктура в района не е особено развита. От 1940 до 1956 г. е съществувала теснолинейна жп линия Магадан - Палатка (90 км), но поради нерентабилност е била закрита.

## Родени в Магадан
- Павел Виноградов – космонавт

## Побратимени градове
Магадан е побратимен с:
- Анкъридж, САЩ (1991)
- Тунхуа, Китай (1992)
- Йелгава, Латвия (2006)
- Златица, България (2012)